# Maxillaria moutinhoi
Maxillaria moutinhoi är en orkidéart som beskrevs av Guido Frederico João Pabst. Maxillaria moutinhoi ingår i släktet Maxillaria och familjen orkidéer. Inga underarter finns listade i Catalogue of Life.